# Мадемуазель О.
«Мадемуазель О.» (фр. Mademoiselle O) — автобиографический рассказ Владимира Набокова, написанный и опубликованный в 1936 году. Единственное художественное произведение писателя, созданное на французском языке. Рассказ посвящён детству Набокова и его воспоминаниям о своей эксцентричной швейцарско-французской гувернантке.
Рассказ был написан в течение трёх дней в начале января 1936 года. По словам биографа Брайана Бойда, произведение далось автору с такой «подозрительной» лёгкостью, что он «считал его третьесортной литературой». Однако его первое публичное чтение в ПЕН-клубе 24 января 1936 года имело большой успех. Рассказ был опубликован Жаном Поланом во 2-м номере парижского журнала Mesures в летом того же года. В январе 1943 года был опубликован на английском языке в журнале Atlantic Monthly (перевод осуществили в соавторстве сам Владимир Набоков и Хильда Уорд).
Рассказ был включён Набоковым в сборники «Девять рассказов» (1947) и «Набоковская дюжина» (1958). Входит в состав посмертного издания всех рассказов писателя «Рассказы Владимира Набокова» (1995).
В качестве отдельной главы рассказ был включён в автобиографическую книгу писателя «Память, говори» (1951), и впоследствии — в «Другие берега» (1954, был переведён на русский язык самим автором) и окончательную, пересмотренную версию «Память, говори» (Speak, Memory: An Autobiography Revisited), 1966).
1. Элемент нумерованного списка

## Прототип главной героини

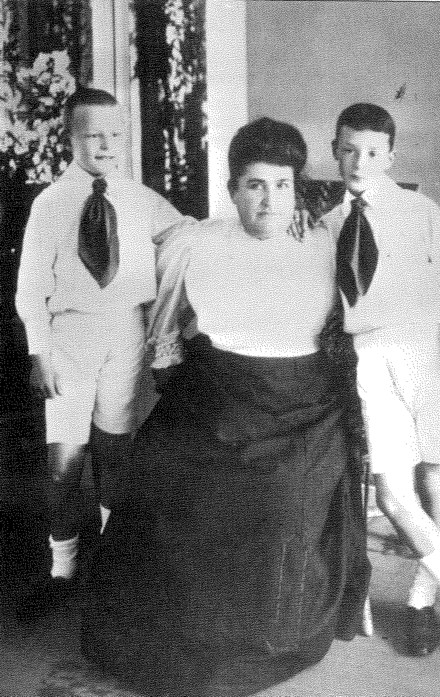
Гувернантка Сесиль Миотон с Сергеем (слева) и Владимиром (справа) Набоковыми, 1907 г., фото К. Буллы.

Мадемуазель О — швейцарская гувернантка французского происхождения, приехала в дом Набоковых в середине зимы 1905 года из Лозанны. Колоритный персонаж, практически не говорящая по-русски – единственные слова, которые она знает: «Где?»,  он такой же круглый, как и его название. Она оставалась в семье до 1914 года.
Тучная, вспыльчивая, страдающая астмой, гордящаяся своим языком — французским — и культивирующая гиперболы, мадемуазель О оказала глубокое влияние на детей Набоковых. О её силуэте и весе он пишет: «Ее полнота, (...), дрожь ее щек, когда она села, - мало-помалу опуская свой чудовищный зад, затем в последний момент (...) с' сел насовсем со страшным треском (...); кроме того, область второго и третьего подбородка царственно простиралась над блузкой с оборками; ».
Сверхчувствительная и очень чувствительная, она часто воюет с остальной прислугой, у нее также есть ненависть - взаимная - к Петрову, учителю русского языка детей... «Французский язык мадемуазель был божественен», признает автор, но его весьма классические литературные вкусы (Пьер Корнель, Жан Расин) Владимир Владимирович не разделяет.
Спустя годы, в конце 1920-х годов, Владимир Набоков нашел свою гувернантку на берегу Женевского озера: «Сильнее, чем когда-либо, седая и почти совсем глухая, она приняла меня с шумом нежности». Тронутый её положением, Набоков на следующий день принёс ей слуховой аппарат, о котором она заявила, что в восторге, хотя, по словам автора, это было «одно из тех устройств, которые обещают глухим людям больше, чем они могут дать».

## Экранизации
- «Мадемуазель О.» — телевизионный фильм Жерома Фулона[фр.] с Маите Наир[фр.] в главной роли (Франция—Россия, 1994).